# リトル・ポーラ・ベア/しろくまラルス 新しい冒険
『リトル・ポーラ・ベア/しろくまラルス 新しい冒険』（原題：Der Kleine Eisbar）は、2001年に公開されたドイツのアニメーション映画である。監督はティロ・ロートキルヒが務めた。
日本語版では種ともこの「Rainbow Song」がエンディングテーマとして使用されている。

## キャスト (日本語吹替版)
- 菊池海太郎

- 宇垣秀成

- 弘中くみ子

- 中村秀利

- 池田昌子